# Epicadinus tuberculatus
Epicadinus tuberculatus är en spindelart som beskrevs av Alexander Petrunkevitch 1910. Epicadinus tuberculatus ingår i släktet Epicadinus och familjen krabbspindlar. Inga underarter finns listade i Catalogue of Life.